# Małgorzata Socha
Małgorzata Socha (n. 23 de abril de 1980 en Varsovia) es una actriz polaca. Actúa ante todo en series de televisión. Se hizo famosa gracias al papel de Violetta Kubasińska en Brzydula (La fea). Tuvo un gran éxito en Prosto w serce y Na Wspolnej.
En 2003 concluyó estudios en La Academia Teatral de Varsovia. En 2008 se casó con Krzysztof Wiśniewski y en 2013 nació su primera hija, Zofia.

## Premios y distinciones
- En febrero del 2013 fue nominada al premio Pato de oro por su papel en tres películas polacas: Och Karol 2 (Oh, Carlos 2), Weekend (Fin de semana) y Śniadanie do łózka (Desayuno a la cama).

También fue nominada a los siguientes premios:
- Viva! Najpiękniejsi (¡Viva! Las más bellas) como la actriz más bella de Polonia.
- Wiktor 2012 en la categoría de actriz televisiva.
- Telecámaras Tele Tygodnia 2015 en la categoría de actriz.

## Filmografía
Algunas películas y series en las cuales actuó:
- Mi Angélica (Moja Angelika)
- Martes (Wtorek)
- Después de temporada (Po sezonie)
- La soledad en la red (Samotność w sieci).
- Amigas (Przyjaciółki)
- El primer amor (Pierwsza miłość)
- Catalina y Tomás (Kasia i Tomek)